# Hippopotamus pentlandi
Hippopotamus pentlandi es un hipopótamo extinto de Sicilia. Su llegada se produjo en el Pleistoceno. Era el más pequeño de los hipopótamos enanos conocidos desde el Mediterráneo del Pleistoceno, con un peso medio de 320 kg. Como el resto de los hipopótamos pigmeos de las islas mediterráneas, desapareció tras la llegada a estas de los humanos hace unos 5000 años, en uno de los pulsos de extinción más recientes del gran evento de extinción del Cuaternario.